# Conopias
Conopias is een geslacht van zangvogels uit de familie tirannen (Tyrannidae).

## Soorten
Het geslacht kent de volgende soorten:
- Conopias albovittatus – Witringtiran
- Conopias cinchoneti – Geelringtiran
- Conopias parvus – Geelkeeltiran
- Conopias trivirgatus – Driestrepentiran